# Liste der Nummer-eins-Hits in Norwegen (1960)
Diese Liste enthält alle Nummer-eins-Hits in Norwegen im Jahr 1960. Es gab in diesem Jahr neun Nummer-eins-Singles.
| Singles |
| --- |
| - Emile Ford & The Checkmates – What Do You Want To Make Those Eyes At Me For - 7 Wochen (52/1959 – 5/1960) - Nora Brockstedt – Er du glad i meg ennå, Karl Johan - 5 Wochen (6/1960 – 10/1960) - Rocco Granata – Marina - 15 Wochen (11/1960 – 25/1960) - Billy Vaughn Orchestra – Blue Hawaii - 3 Wochen (26/1960 – 28/1960) - Jim Reeves – He'll Have To Go - 5 Wochen (29/1960 – 33/1960) - Cliff Richard – Please Don't Tease - 3 Wochen (34/1960 – 36/1960) - Connie Francis – Everybody Is Somebody's Fool - 8 Wochen (37/1960 – 44/1960) - Inger Jacobsen – Frøken Johansen og jeg - 4 Wochen (45/1960 – 48/1960) - Elvis Presley – It's Now Or Never - 6 Wochen (49/1960 – 2/1961) |

Siehe auch: Nummer-eins-Hits 1960 in  Australien, Belgien, Deutschland, Frankreich, Italien, den Niederlanden, Spanien, den Vereinigten Staaten und im Vereinigten Königreich.